# 法官法 (中華民國)
法官法是中華民國的一部法律，目的在於規範法官和檢察官的職權行使與倫理監督。

## 內容
本法共有11個章次、計有103條條文，用以規範司法官的任用、司法倫理、法官會議、身份保障、職務法庭、給予和考察、進修等事項，並導入外部評鑑機制監督審判。